# Chamaesphacos
Chamaesphacos  é um gênero botânico da família Lamiaceae.

## Espécies
- Chamaesphacos afghanicus
- Chamaesphacos ilicifolius
- Chamaesphacos longiflorus

## Nome e referências
Chamaesphacos F.E.L. Fischer & C.A. Meyer, 1841